# Talegaon Dabhade
Talegaon Dabhade is een nagar panchayat (plaats) in het district Poona van de Indiase staat Maharashtra. 

## Demografie
Volgens de Indiase volkstelling van 2001 wonen er 42.574 mensen in Talegaon Dabhade, waarvan 53% mannelijk en 47% vrouwelijk is. De plaats heeft een alfabetiseringsgraad van 79%. 